# イチタン
株式会社イチタン（英: Ichitan Co., Ltd.）は、群馬県太田市に本社を置くエンジン部品など自動車、産業機器用部品の設計、製造、販売を行う企業である。

## 沿革
- 1951年2月 - 第一鍛造株式会社設立。
- 1988年6月 - 機械加工分野に進出。
- 1995年9月 - 株式を店頭公開（現在のJASDAQ）。
- 1995年12月 - 中国に第一鍛造（大連）有限公司を設立。
- 1999年10月 - 現社名に変更。
- 2010年8月 - 富士重工業の完全子会社となる。
- 2011年2月 - 資本金を4億8千万に減資。
- 2013年3月 - 連続焼準焼戻炉導入。
- 2016年6月 - 機械加工～冷間鍛造一貫ライン導入。
- 2016年8月 - 九州イチタン長軸品生産のための1600㌧半自動プレス導入。
- 2017年1月 - 九州イチタン2.0㌧及び1.8㌧ハンマーラインに"プロコン"導入。